# Les Mémoires du Diable
Les Mémoires du Diable ont été publiés par Frédéric Soulié en 1837 et constituent son principal roman.
L'éditeur parisien Ambroise Dupont publie le roman en huit volumes. Il est inspiré par le roman de Lesage Le Diable boiteux.
Le dramaturge Paul de Guerville l'adapte pour le théâtre en 1849 dans la pièce La Sonnette du Diable.

## Résumé
Le jeune baron de Luizzi se rend au château familial inhabité pour faire appel au diable. Celui-ci devra raconter toutes les aventures intimes des personnages que Luizzi rencontrera.